# Deutsche Filmakademie
Die Deutsche Filmakademie e. V. (DFA) wurde am 8. September 2003 in Berlin gegründet. Sie soll den Filmschaffenden ein Forum bieten und will das Ansehen und die Bekanntheit des deutschen Films fördern.
Seit 2005 werden die Preisträger des Deutschen Filmpreises Lola von den Mitgliedern der Deutschen Filmakademie gewählt.

## Geschichte
Die Deutsche Filmakademie wurde auf Initiative von Bernd Eichinger, Ulrich Felsberg und Helmut Dietl im Jahr 2003 im Berliner Hotel Adlon gegründet.

## Organisation

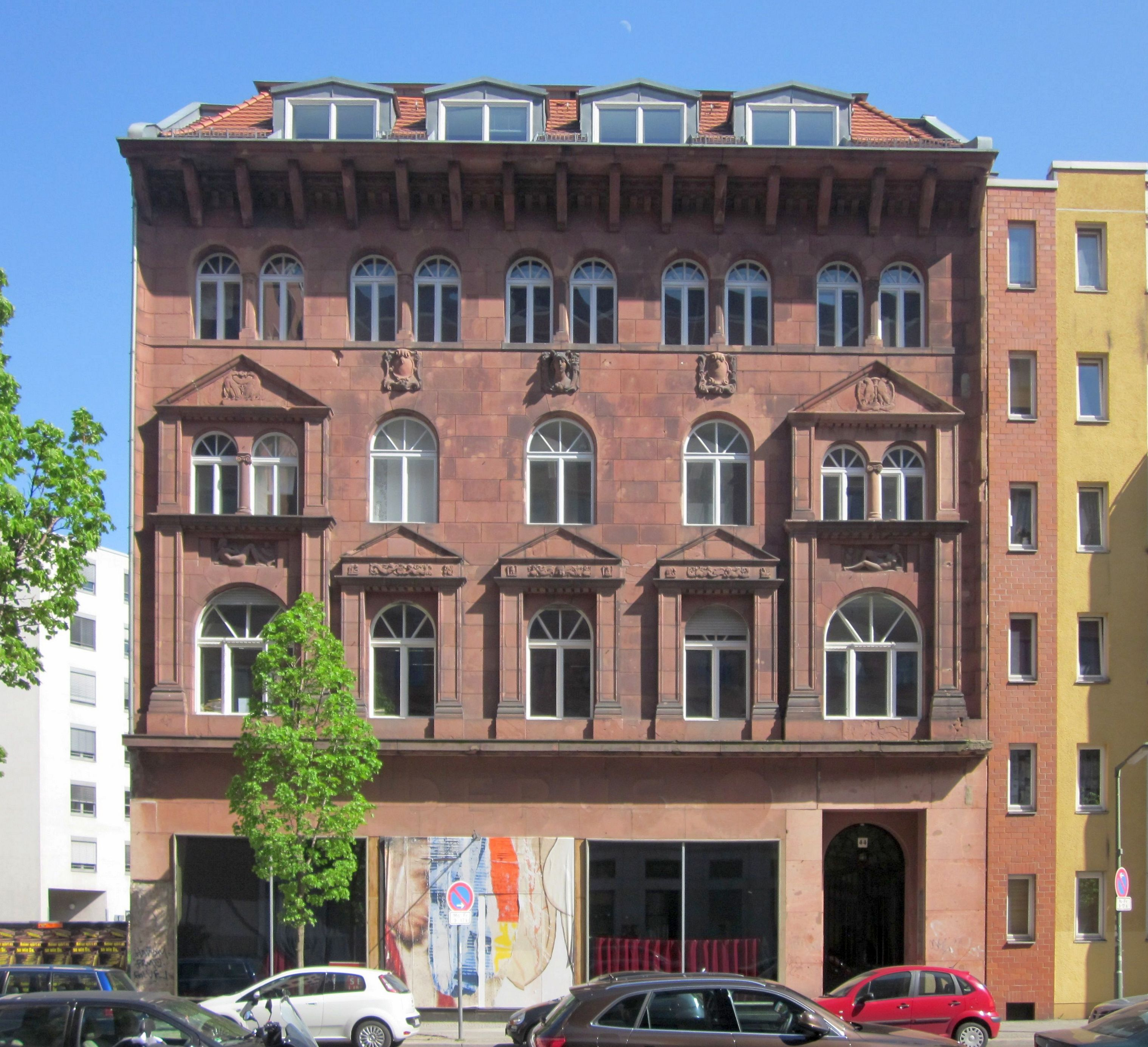
Sitz der Deutschen Filmakademie in Berlin

Der Verein versteht sich als unabhängige Organisation und finanziert sich durch Mitgliedsbeiträge der ordentlichen Mitglieder, Ehrenmitglieder, Fördermitglieder und Mitglieder des Freundeskreises. Ordentliche Mitglieder sind neben den Gründungsmitgliedern weitere von mindestens zwei ordentlichen Mitgliedern empfohlene Filmschaffende, die die Mitgliedschaft beantragt haben und aufgenommen wurden. Alle Preisträger des Deutschen Filmpreises werden durch eigene Erklärung automatisch Mitglied. Ehrenmitglieder werden für ihre Verdienste für den deutschen Film zu Mitgliedern der Deutschen Filmakademie ernannt. Fördermitglieder sind Unternehmen und juristische Personen aus der Filmbranche. Freunde sind weitere Filmschaffende, die die Arbeit des Vereins unterstützen wollen. Die Akademie hat 2300 Mitglieder (Stand 2025).
Die Deutsche Filmakademie ist Gründungsmitglied der 2024 gegründeten Federation of Film Academies Europe (FACE).

### Präsidium
Erste Präsidenten waren Senta Berger und Günter Rohrbach. 2010 wurden Iris Berben und Bruno Ganz als ihre Nachfolger gewählt. Seit 2013 übte Iris Berben das Amt alleine aus. Nach insgesamt drei Amtszeiten entschied sie, nicht erneut für das Amt zu kandidieren. Die Mitgliederversammlung wählte 2019 Ulrich Matthes zum Nachfolger. Philipp Weinges beendete zeitgleich seine Ämter als Vorstand der Drehbuchsektion und als Co-Vorstandsvorsitzender. Alleiniger Vorsitzender ist seitdem Benjamin Herrmann. Neu in den Vorstand der Deutschen Filmakademie gewählt wurden Martin Heisler (Produktion) sowie Lisy Christl (Szenenbild/Kostümbild/Maskenbild) und Sven S. Poser (Drehbuch) als stellvertretende Vorstandsmitglieder.
2022 lösten Alexandra Maria Lara und Florian Gallenberger Ulrich Matthes als Präsidenten ab. 2025 folgte Vicky Krieps Alexandra Maria Lara nach.

### Geschäftsführung
Seit 2011 ist Anne Leppin Geschäftsführerin der Deutschen Filmakademie. Von April 2019 bis November 2023 wurde sie dabei von Maria Köpf als Ko-Geschäftsführerin in einer Doppelspitze unterstützt.

### Sektionen (Berufsgruppen)
Laut Punkt 3.7 der Satzung sind alle ordentlichen Mitglieder Sektionen (Berufsgruppen) zugeordnet. Jedes Mitglied kann nur einer Sektion angehören. Der Vorstand kann die Zusammensetzung der Sektionen konkretisieren und weitere Sektionen bilden. Im Mitgliedschaftsformular ist von neuen Mitgliedern jeweils die Berufsgruppe (Sektion) anzugeben, der sich der/die Filmschaffende zugehörig fühlt. Abweichend hiervon gehören Mitglieder, die gem. Ziff. 3.4 und 3.5 den Deutschen Filmpreis in Gold, Silber oder Bronze bzw. einen vergleichbaren Preis im Rahmen des Deutschen Filmpreises oder den Deutschen Drehbuchpreis erhalten haben, der Berufsgruppe (Sektion) an, für die sie diesen Preis erhalten haben.
Die derzeit in der Satzung festgelegten Sektionen sind
1. Dokumentarfilm
2. Drehbuch
3. Kamera/Bildgestaltung
4. Szenenbild
5. Kostümbild
6. Maskenbild
7. Musik / Tongestaltung
8. Schnitt
9. Produktion
10. Regie
11. Schauspiel
12. Visual Effects
13. Casting
14. Animationsfilm

## Deutscher Filmpreis

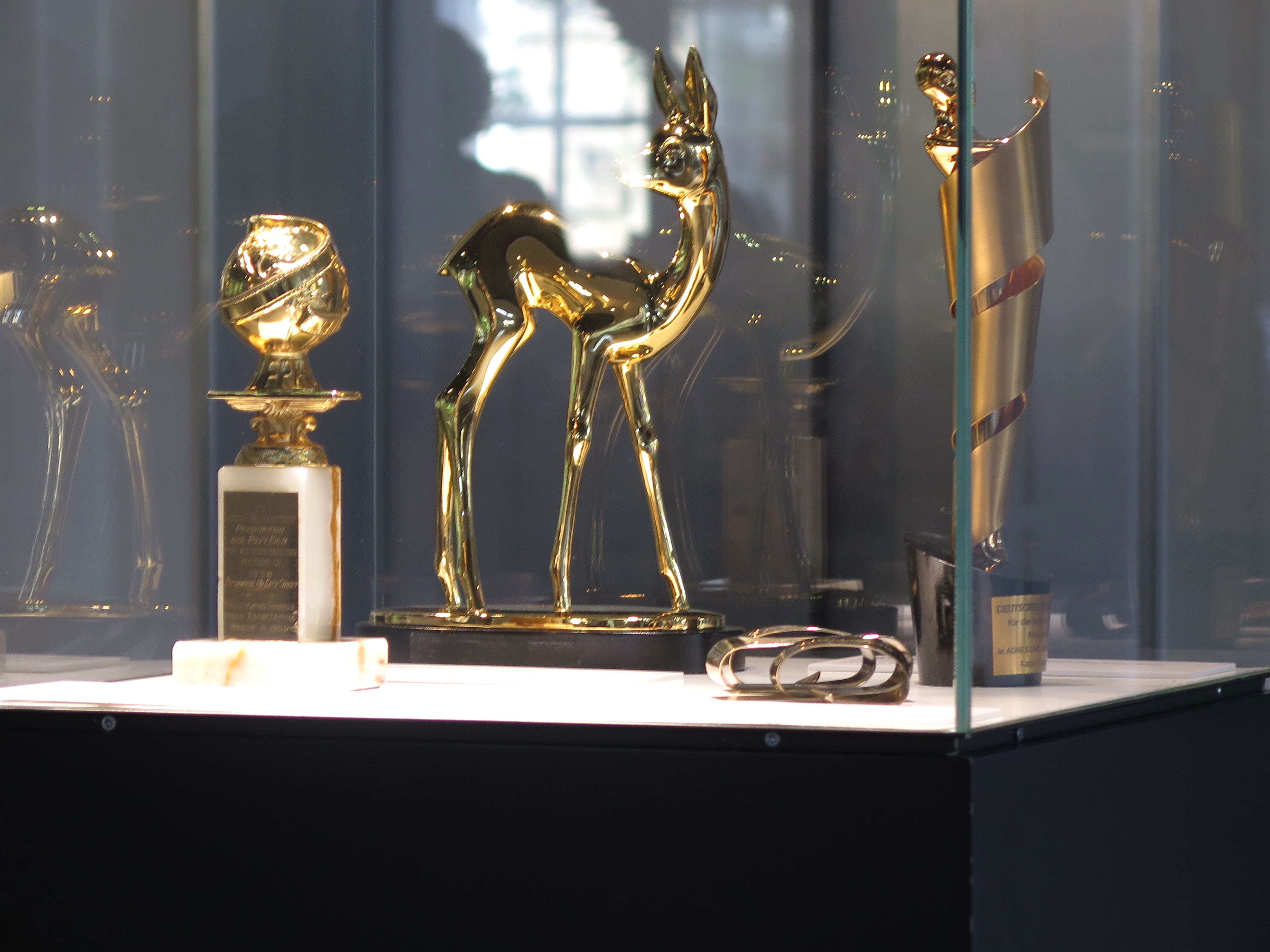
Lola Statuette (rechts im Bild)

Der Deutsche Filmpreis wird seit 2005 durch die Mitglieder der Deutschen Filmakademie verliehen und gilt als eine der renommiertesten Auszeichnungen für den deutschen Film. Der Deutsche Filmpreis wird jährlich  vergeben und von der Deutschen Filmakademie Produktion GmbH, einer hundertprozentigen Tochter der Deutschen Filmakademie, organisiert.
Symbol des Filmpreises ist die Lola-Statuette, die in Gold an die Gewinner der verschiedenen Kategorien vergeben wird. In der Kategorie „Bester Spielfilm“ wird sie zusätzlich in Bronze und Silber vergeben.

## Internetportal
Im Jahr 2008 hat die Akademie das Internetangebot 24 – Das Wissensportal der Deutschen Filmakademie ins Leben gerufen. Das Portal gewährt Einblicke in den Entstehungsprozess eines Kinofilmes und möchte die Arbeit der einzelnen Filmschaffenden transparenter und nachvollziehbarer machen.